# Kattfoten större 30

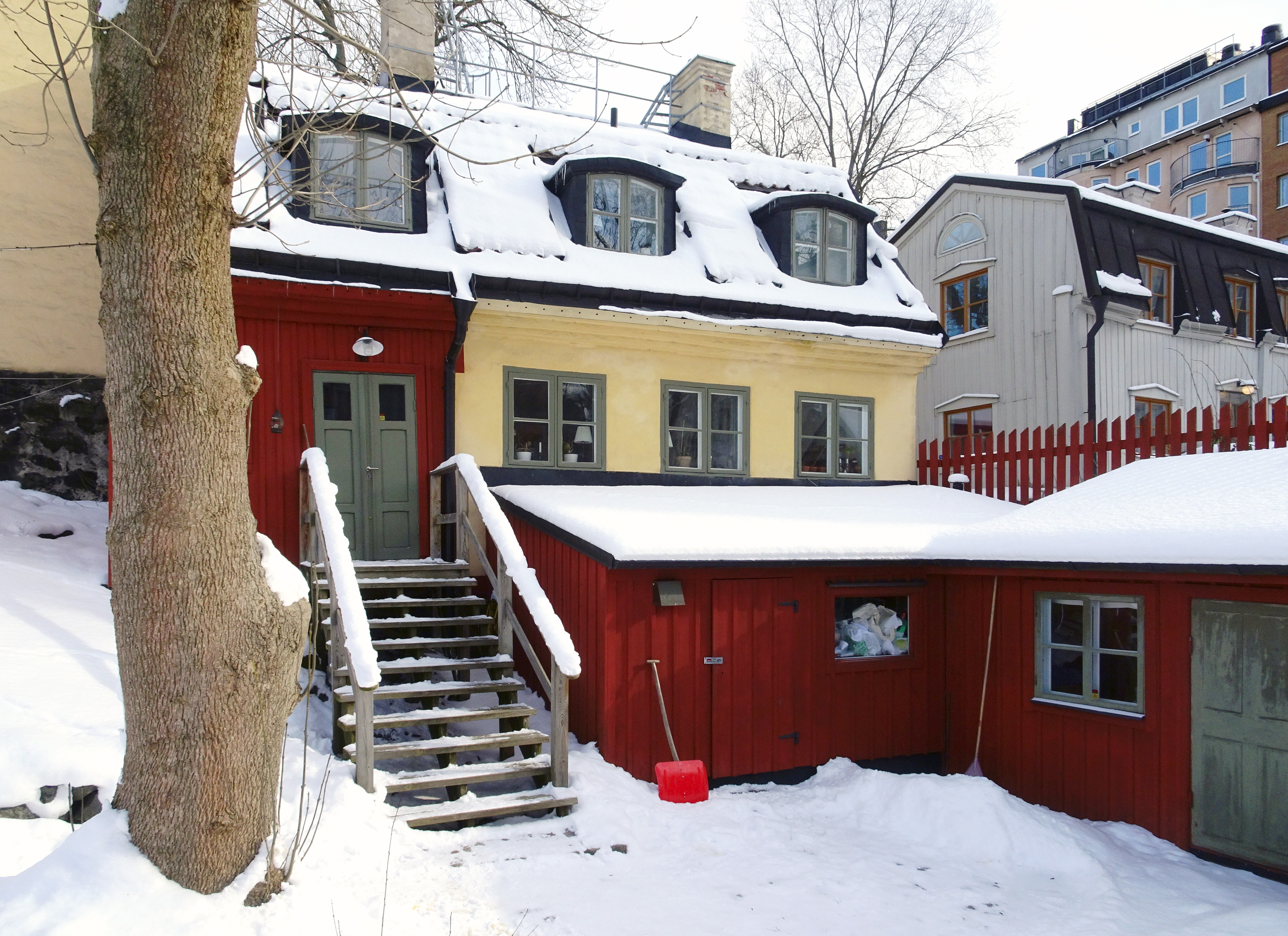
Före detta Kattfoten större 14 (t.v.) och före detta Kattfoten större 8 med gråmålad fasad (t.h.), mars 2018.

Kattfoten större 30 är en fastighet på Mariaberget på Södermalm i Stockholm. Fastigheten består av ett tiotal äldre byggnader med adresserna Bastugatan 30A, B och 32 samt Lilla Skinnarviksgränd 2. Samtliga byggnader är blåmärkta av Stadsmuseet i Stockholm vilket innebär att den har "synnerligen höga kulturhistoriska värden". I kvarteret bodde kompositören Ture Rangström och trubaduren Olle Adolphson.

## Kvarteret

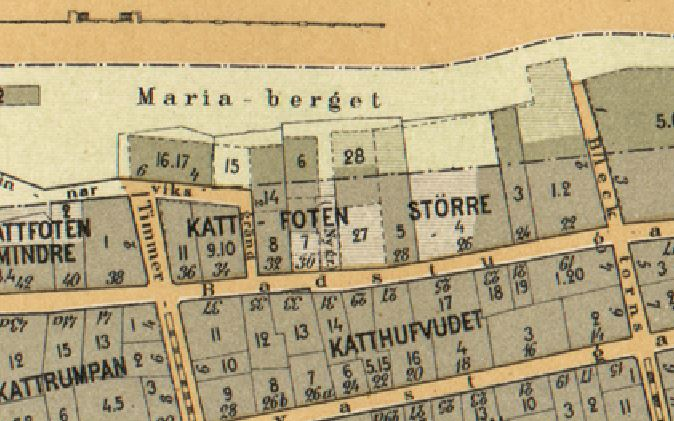
Kvarteret Kattfoten större 1899.

Kvarteret Kattfoten större hör till en grupp ”kattkvarter” på Mariaberget som är belagda sedan 1649. De ligger längs norra och södra sidan om Bastugatan och skapades i samband med stadsplaneringen av Södermalm som tog sin början 1641 eller 1642 (se Stadsplanering i Stockholm). Kattfoten större begränsades i söder av Bastugatan, i väster av Lilla Skinnarviksgränd och Olle Adolphsons park samt i öster av Ivar Los park. Förr gick kvarteret i öster ända fram till Blecktornsgränd, den delen heter idag kvarteret Kattörat. Norr om kvarteret sträcker sig promenadstigen Monteliusvägen. I Holms tomtbok från 1679 kallas kvarteret Kattefooten. Längst i väster visar Holms tomtkarta Wälb. Hr. Assessorn Erne Crantz kvarn med intilliggande mjölnargården, här stod väderkvarnen Lilla Pryssan. 
Omkring sekelskiftet 1900 bestod dagens Kattfoten större 30 av fyra fastigheter: Kattfoten större 6, 7, 8 och 14. I samband med en fastighetsbildningsförrättning 1980 fastställdes dagens fastighet, men den äldre tomtindelningen är ännu tydligt avläsbar där byggnaderna placerades i tomtgränserna med en gårdsplan i mitten. I bebyggelsen på Kattfoten större 30 finns idag tre lägenheter om två rum och kök, en lägenhet om fyra rum och kök samt två lägenheter om fem rum och kök. Byggnaderna ägs och förvaltas av kommunägda AB Stadsholmen.

## Fastighetens byggnader

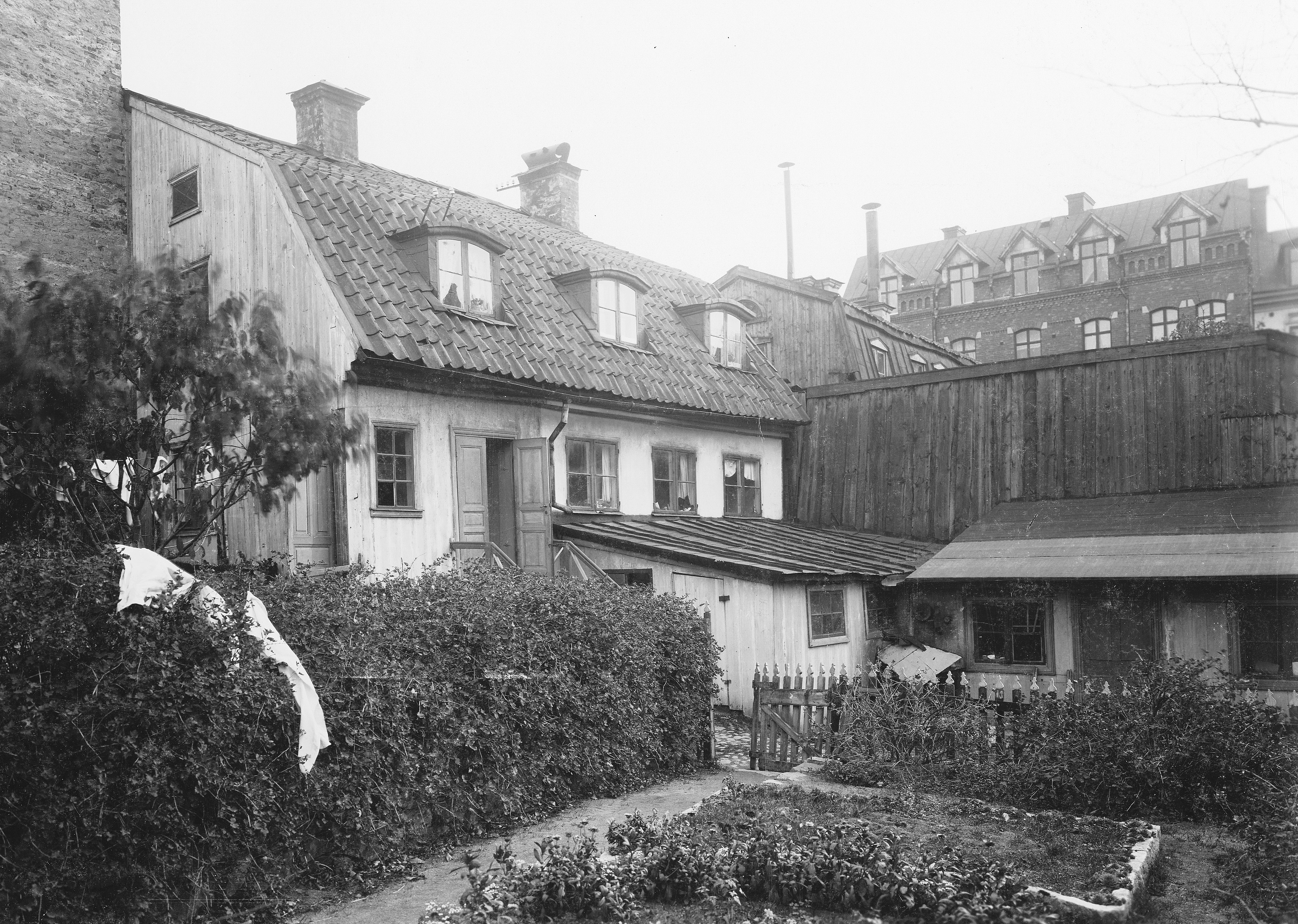
Lilla Skinnarviksgränd 2, 1906.

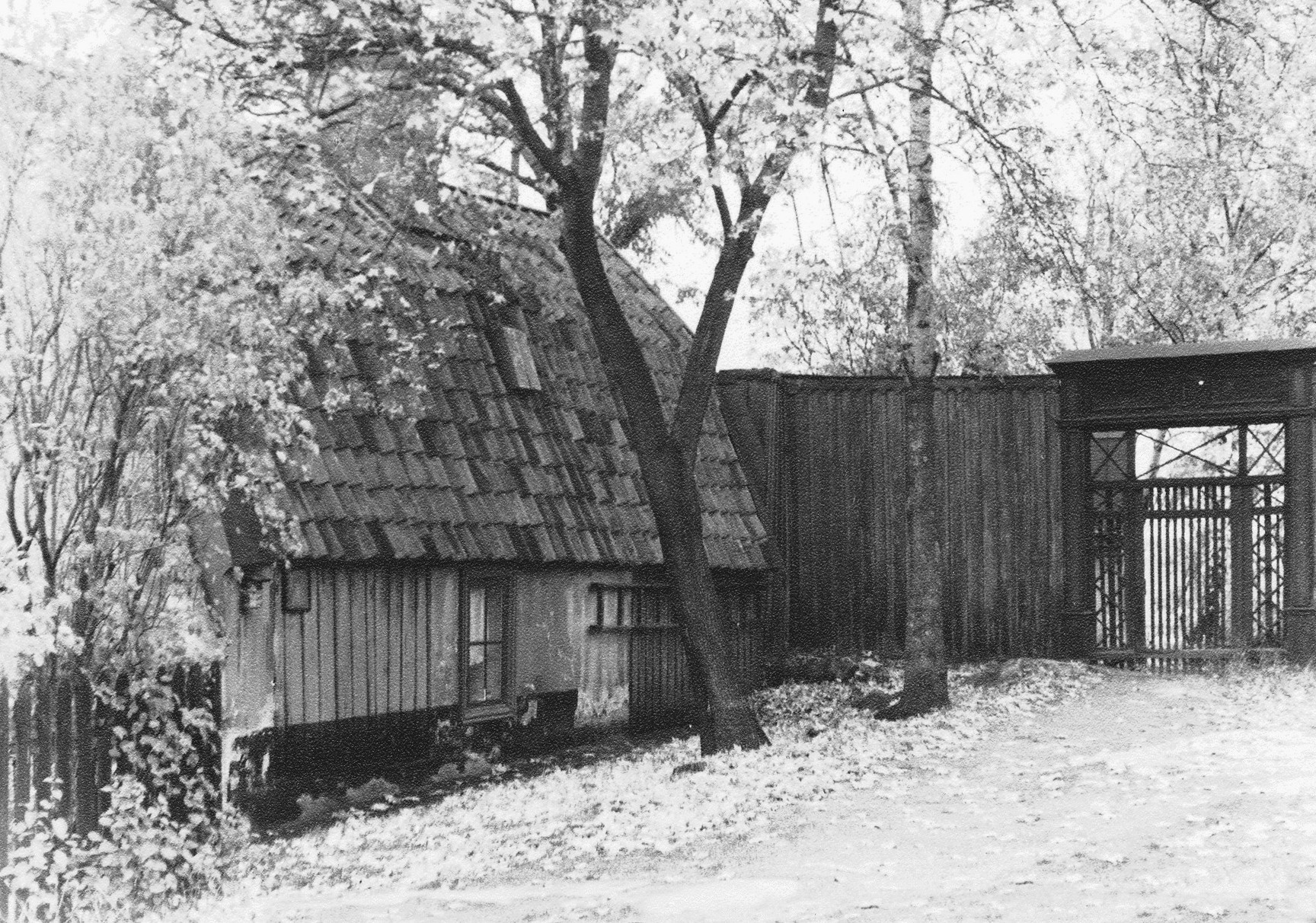
Bastugatan 30A, 1930-tal.

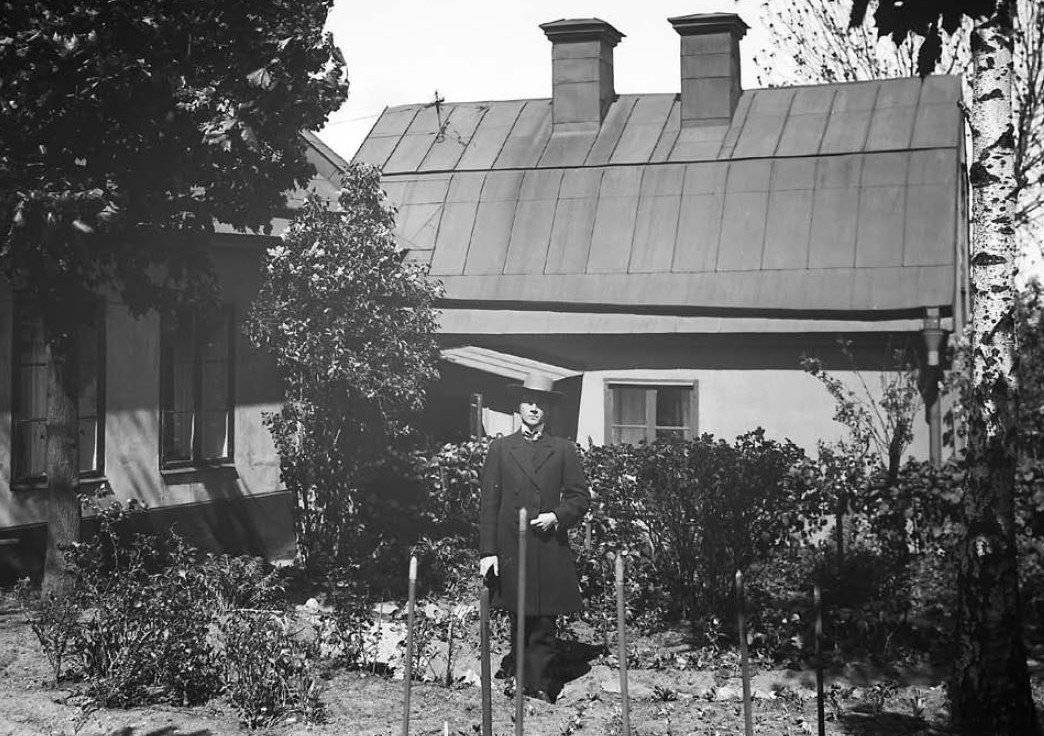
Bastugatan 30B med Ture Rangström i sin trädgård, 1918.

### Lilla Skinnarviksgränd 2 (f.d. Kattfoten större 14)
Bebyggelsen utgörs av ett sammanbyggt trä- och stenhus som är båda välbevarade. Trähuset uppfördes troligen redan på 1730-talet av den avskedade dragonen Olof Giers. Under nästa ägaren, auktionsvaktmästaren Petter Norberg, flyttades trähuset till sitt nuvarande läge och byggdes till med ett stenhus. Därefter tillkom några enkla uthus och på 1800-talets mitt fanns dagens byggnadsbestånd på plats. 1878 ansöktes om att få uppföra en väderkvarn, men den kom aldrig på plats. Fastigheten förvärvades 1907 av Stockholms stad. Bebyggelsen var då i mycket dåligt skick och hotades av rivning. Först under slutet av 1980-talet genomfördes en omfattande renovering. Idag är trähusdelen rödmålad medan stenhuset är avfärgat i gul kulör.

### Bastugatan 30A (f.d. Kattfoten större 7)
Byggherren för timmerhuset med murade delar som står här idag var stadstimmermannen Nils Bengtsson Lundberg som 1727 fick en ödetomt av Staden och tillstånd att bebygga den. År 1766 brandförsäkrades huset av dåvarande ägaren skomakargesällen Hindrich Qvarsell. Då bestod träbyggnaden av fyra rum med två skiljeväggar av sten. Från Bastugatan ledde då den numera försvunna Nya Gränden (eller Ny Gränd) fram till huset. I början av 1900-talet bodde här tonsättaren Ture Rangströms hushållerska. Han själv bodde i grannhuset Bastugatan 30B, den efter honom uppkallade Rangströmska gården. Fastigheten förvärvades av staden 1901. Byggnaden rustades upp i fastighetskontorets regi 1969-1972.

### Bastugatan 30B (f.d. Kattfoten större 6)
Ett första mindre stenhus uppfördes 1792 för vaktmästaren Johan Berggren. Efter Mariabranden 1759 fick inte längre trähus för bostadsändamål byggas på Mariaberget. Åren 1860–1861 lät Isak Henrik Sandahl förse stenhuset med en för tiden modern glasveranda och altan med vidsträckt utsikt över Riddarfjärden. På hans initiativ tillkom ungefär samtidigt en långsträckt envåningsdel i vinkel utmed västra tomtgränsen. Huset utgör ett tidigt exempel på en sommarbostad med glasveranda.
Sitt populärnamn Rangströmska gården fick byggnaden efter tonsättaren Ture Rangström som från 1908 och fram till sin död 1947 hyrde huset av Stockholms stad. En stor del av Ture Rangströms mest kända kompositioner kom till i gården och här gav Nordens främsta musikskapare prov på sina senaste verk. Den siste Ringström på gården var dottern Villemo Rangström som föddes här 1910, hon bodde här hela sitt liv fram till sin död i maj 2007.

### Bastugatan 32 (f.d. Kattfoten större 8)
Bastugatan 32 avser ett långsmalt, idag gråmålat trähus med brutet och valmat plåttak och med sin gavel vänd mot Bastugatan. Tomten uppläts 1726 till stadsarbetskarlen Thomas Persson Roos. Dagens timmerhus uppfördes sannolikt under 1720- eller 1730-talet och hör därmed till de få trähus som klarade Mariabranden 1759. Ungefär här gick den västra brandgränsen. År 1748 brandförsäkrades huset av ägaren skepparen Jacob Blom. Under 1800-talets början blev huset påbyggt med en vindsvåning och fasaderna panelades. Fastigheten förvärvades av Stockholms stad 1889. En modernisering utfördes 1947 genom Stockholms stads fastighetskontor (Husbyggnadsavdelningens arkitektkontor) med Nils Sterner som arkitekt.
Under slutet av 1950- och början av 1960-talet hyrde trubaduren Olle Adolphson ett rum i husets bottenvåning. Då var bebyggelsen rivningshotad och Adolphson protesterade mot rivningsplanerna med sin Gustav Lindströms visa. Denne Gustav Lindströms var en av de boende i grannhuset på Lilla Skinnarviksgränd och mådde "lagom så bra" eftersom han tvingades flytta till Farsta, för "nu skulle dom börja riva på Lilla Skinnarviks gränd". Men varken Lilla Skinnarviksgränd eller Bastugatan 32 revs utan upprustades i slutet av 1960- och början av 1970-talet efter ritningar av byggnadsingenjör Henrik Brolin under överinseende av fastighetskontoret. År 2001 utfördes en fasadrenovering med nuvarande färgsättning i två kulörer, ljusgrå och faluröd.

## Nutida bilder

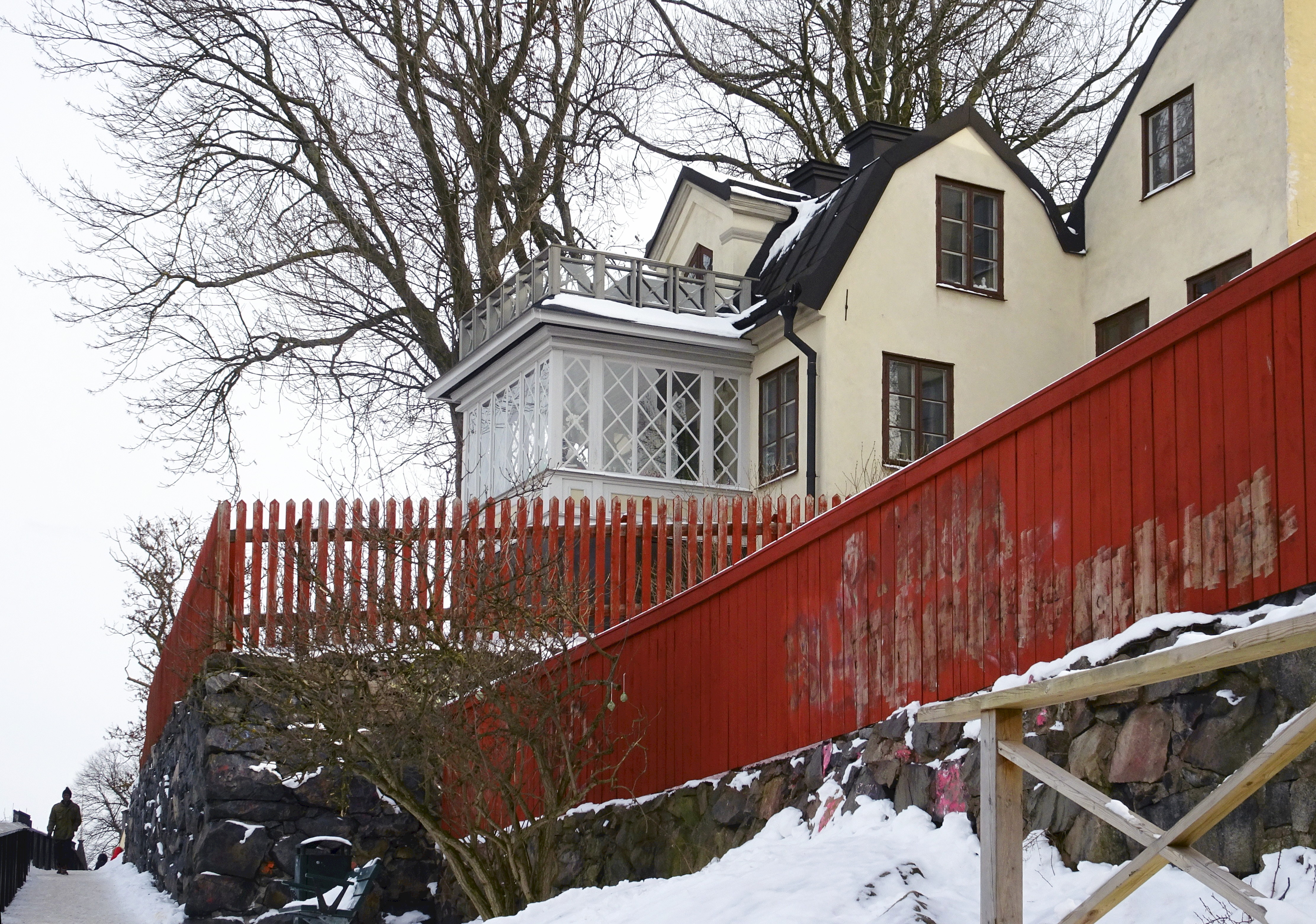
Rangströmska gården och Monteliusvägen.
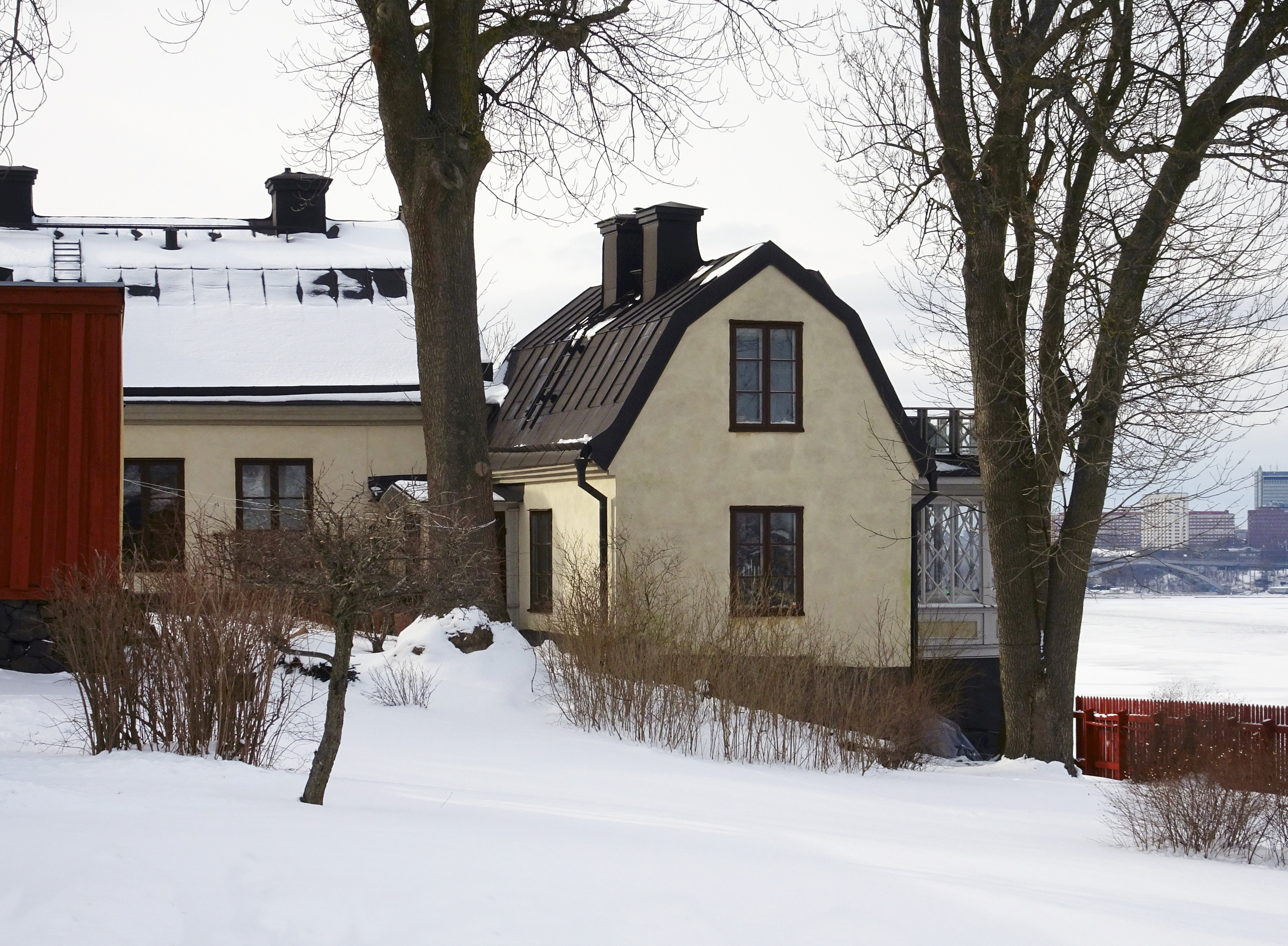
Rangströmska gården, Bastugatan 30B.
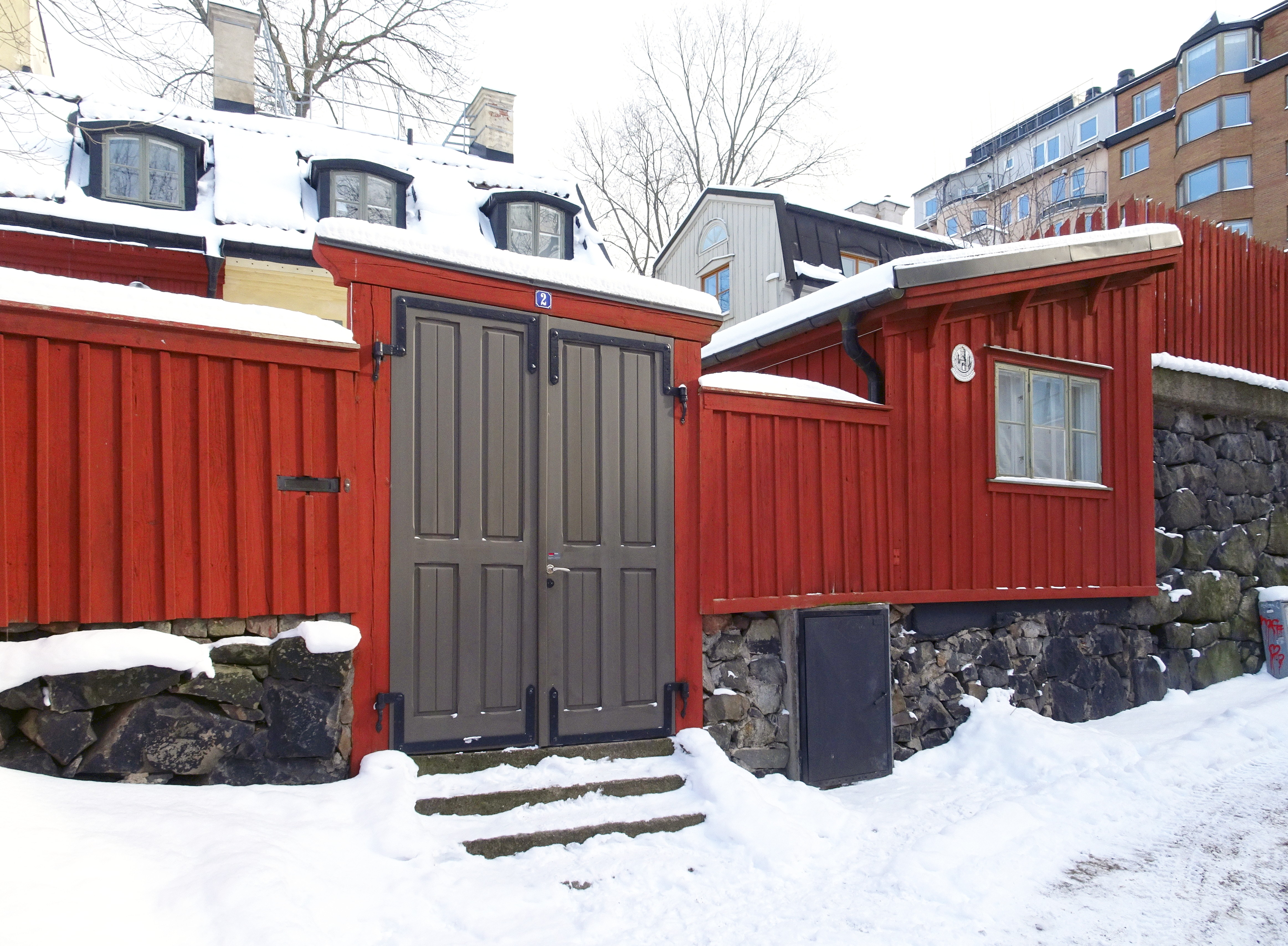
Lilla Skinnarviksgränd 2.
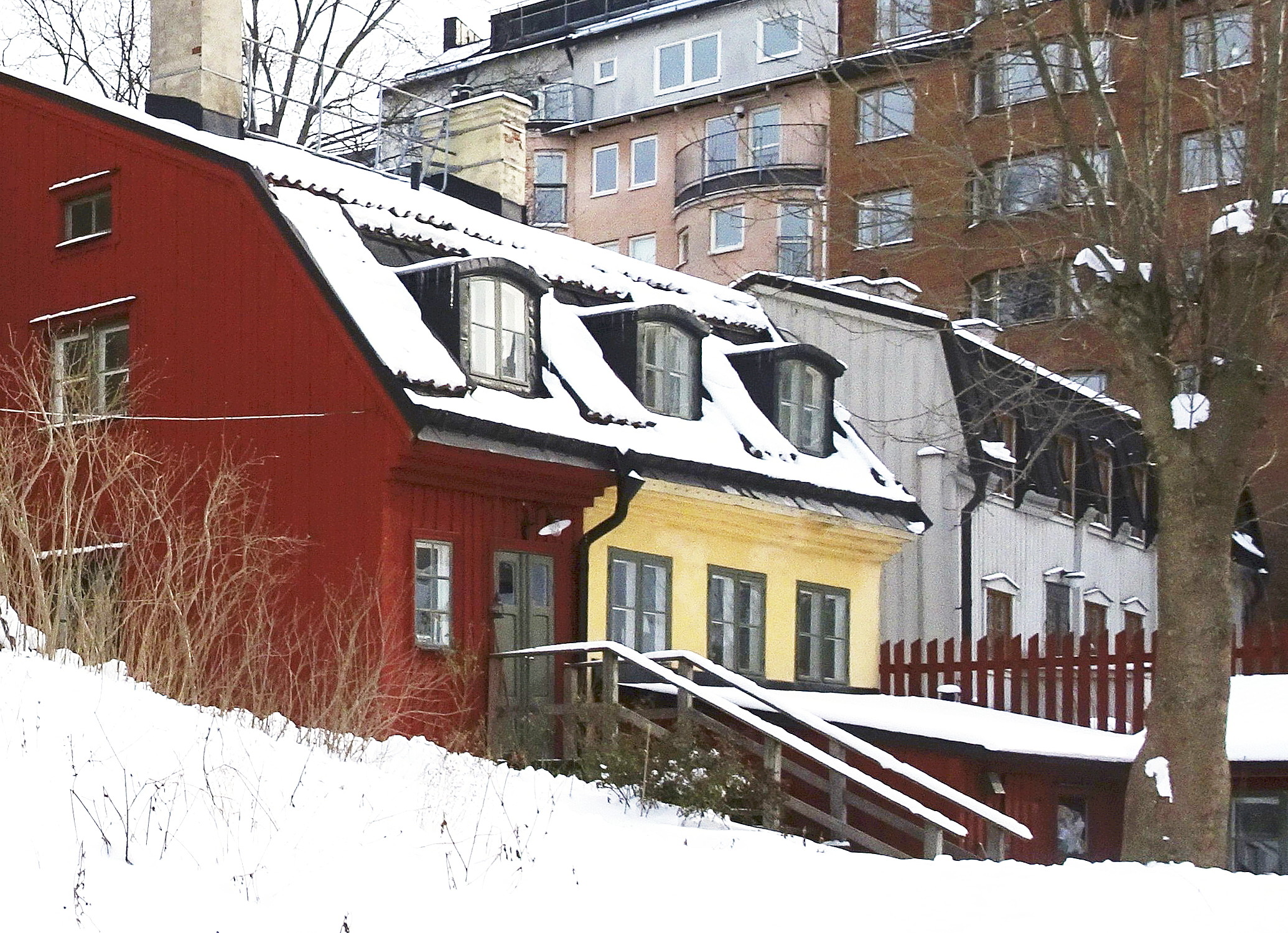
Lilla Skinnarviksgränd 2 och Bastugatan 32.
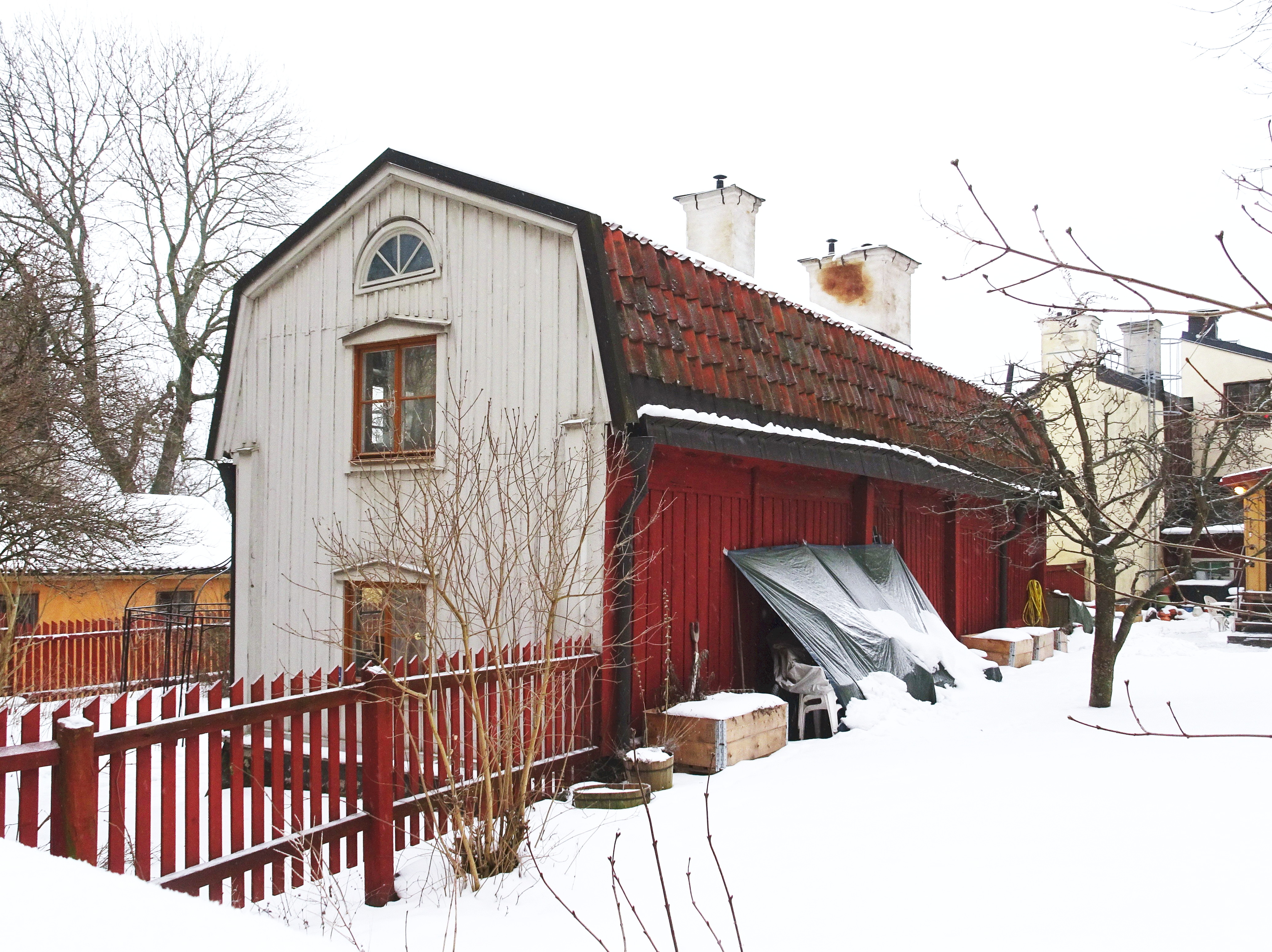
Bastugatan 32.